# Xenogale naso
Herpestes naso (мангуста довгоноса) — рід ссавців, представник ряду хижих із родини мангустових.

## Поширення
Зустрічається в західній та центральній Африці, у країнах: Камерун, Центральноафриканська Республіка, Конго, Демократична Республіка Конго, Екваторіальна Гвінея, Габон, Нігерія до висоти близько 600—650 м над рівнем моря. Живе в лісових районах поблизу болотистих місць або поблизу струмків і руслів струмків.

## Загрози та охорона
Немає серйозних загроз для виду, але ймовірно, чисельність знижується в результаті фрагментації лісу та втрати лісу через лісозаготівлю, видобуток корисних копалин і підсічно-вогневого землеробства. На них також полюють як на диких тварин. Присутні на деяких охоронних територіях